# Albertina Noyes
Pour les articles homonymes, voir Noyes.
Albertina Natalie Noyes dite Tina Noyes, née le 7 janvier 1949 à Cambridge (Massachusetts), est une patineuse artistique américaine, quadruple vice-championne des États-Unis en 1964, 1966, 1967 et 1968.

## Biographie

### Carrière sportive
Championne junior des États-Unis en 1963, Albertina Noyes devient ensuite quadruple vice-championne nationale en 1964, 1966, 1967 et 1968, toujours derrière Peggy Fleming. Elle a eu comme entraîneur la championne britannique Cecilia Colledge au sein du Skating Club de Boston.
Elle représente son pays à trois championnats nord-américains (1965 à Rochester, 1967 à Montréal où elle conquiert une médaille de bronze, et 1969 à Oakland), à cinq mondiaux (1964 à Dortmund, 1965 à Colorado Springs, 1966 à Davos, 1967 à Vienne et 1968 à Genève) et deux Jeux olympiques d'hiver (1964 à Innsbruck et 1968 à Grenoble).
Elle quitte le patinage amateur après les championnats nord-américains de 1969.

### Reconversion
Albertina Noyes fréquente l'Université de New York (NYU) et y obtient son diplôme en 1971.
Elle patine professionnellement avec les Ice Capades jusqu'au début des années 1970, avant de devenir entraîneur au Hayden Recreation Center de Lexington dans le Massachusetts.

### Famille
Elle est mariée au virtuose de la guitare Larry Zimmerman.

## Palmarès
| Compétition                     | 1964 | 1965 | 1966 | 1967 | 1968 | 1969 |  |  |  |  |  |  |  |  |
| Jeux olympiques d'hiver         | 8e   |      |      |      | 4e   |      |  |  |  |  |  |  |  |  |
| Championnats du monde           | 9e   | 10e  | 9e   | 7e   | 6e   |      |  |  |  |  |  |  |  |  |
| Championnats d'Amérique du Nord |      | 5e   |      | 3e   |      | 4e   |  |  |  |  |  |  |  |  |
| Championnats des États-Unis     | 2e   | 3e   | 2e   | 2e   | 2e   | 3e   |  |  |  |  |  |  |  |  |
|                                 |      |      |      |      |      |      |  |  |  |  |  |  |  |  |